# Шілхак-Іншушинак
Шілхак-Іншушинак (д/н — бл. 1120 до н. е.) — цар Аншану і Суз (Еламу) близько 1150—1120 років до н. е. За його панування держава досягла найбільшого політичного і економічного піднесення, ставши володарем Міжріччя.

## Життєпис
Другий син царя Шутрук-Наххунте I і якоїсь Пеяк. При сходженні його брата Кутір-Наххунте II на трон близько 1155 року до н. е. призначається намісником Вавилонії. Тут вимушен був протистояти Мардук-кабіт-аххешу, який закріпився в Ісіні. 1154 року до н. е. втратив Вавилон, але потім знову його відвоював. До 1150 року до н. е. точилася боротьба за центральну Вавилонію і східний Шумер.
Близько 1150 року до н. е. після смерті брата стає царем Аншану і Суз. Також оженивс яна удові останнього. Невдовзі відновив боротьбу з Мардук-кабіт-аххешу. Спочатку відвоював міста Ялван і Карінташ. В наступні роки вдалося повністю підпорядкувати долину річки Діяла, зокрема гори Ебех, область Магда. Зрештою змусив Мардук-кабіт-аххешу визнати зверхність Еламу та передати шумер. Натомість Шілхак-Іншушинак погодився із втратою Вавилона та центральної Месопотамії, оскільки тамтешне населення було антиеламське.
Потім було завдано поразки ассирійському цареві Ашшур-дану I, в якого захоплено кілька міст у районі річки Малий Заб. Водночас до складу держави увійшов гірський масив Загрос, внаслідок чого увест сучасний Західний Іран опинився під владою Еламу. За цим Шілхак-Іншушинак провів адміністративну реформу, розділивши державу на 22 провінції.
Ймовірно близько 1135/1133 року внаслідок військової кампанії було переможено Ассирію, в якої захоплено священне міста Аррапха (біля сучасного Кіркука) і Тітурру. Це на думку дослідників призвело до повалення царя Ашшур-дана I. Новим царем Ассирії Шілхак-Іншушинак поставив Нінурта-Тукульті-Ашшура. Але той не зміг втриматися через відступ еламітів, оскільки вавилонський цар Ітті-Мардук-балату атакував Шумер та шляхи, що сполучали з Еламом. У двох битвах на річках Тигр і Нузі Шілхак-Іншушинак завдав поразки Ітті-Мардук-балату, який 1132/1131 року до н. е. загинув. Новим царем Вавилону Шілхак-Іншушинак затвердив Нінурта-надін-шумі. Через останнього знову встановив зверхність над Ассирією.
1125 році до н. е. вавилонський цар повстав проти влади Еламу, але Шілхак-Іншушинак здобув перемогу, захопив Нінурта-надін-шумі, якого було відправлено до Суз. Новим царем Вавилону поставлено Навуходоносора I.
Помер Шілхак-Іншушинак близько 1120 року до н. е. Йому спадкував небіж і названий син Хутелутуш-Іншушинак.

## Культура діяльність
Отримана здобич та данина дозволяли активно продовжувати відновленням храмів. Особливу уваги мав храм верховного бога Іншушинака в Сузах. При цьому намагався відновити й зберегти згадки про діяльність попередніх еламських царів.
Є автором списку, який було вибито на одній з його великих стел. Він включає 16 царів, які брали участь в будівництві храму Іншушинака до нього — з Ідатту I до Кутір-Наххунте I.
```
 «Ці колишні царі творили тут, в святині Іншушинака. Їх написі не були мною ні знищені, ні змінені, а оновлені і замуровані в храмі Іншушинака».
```

Також відомий відновленням храмів і палаців в Чога-Пане і Аншані. В Сузах наказав звести храм богині Нінхурсаг.

## Родина
Дружина — Наххунте-Уту
Діти:
- донька Ішнікарабдурі
- донька Урутук-Елхалаху
- Шілхіна-хамру-лагамар (д/н—1090 до н. е.), цан Аншану і Суз
- Кутір-Напіріша.
- Уту-е-хіххі-Піненкір, жриця богині Піненкір
- Темпті-туркаташ
- Ліла-ірташ
- донька Пар-Улі